# Live Maria Roggen

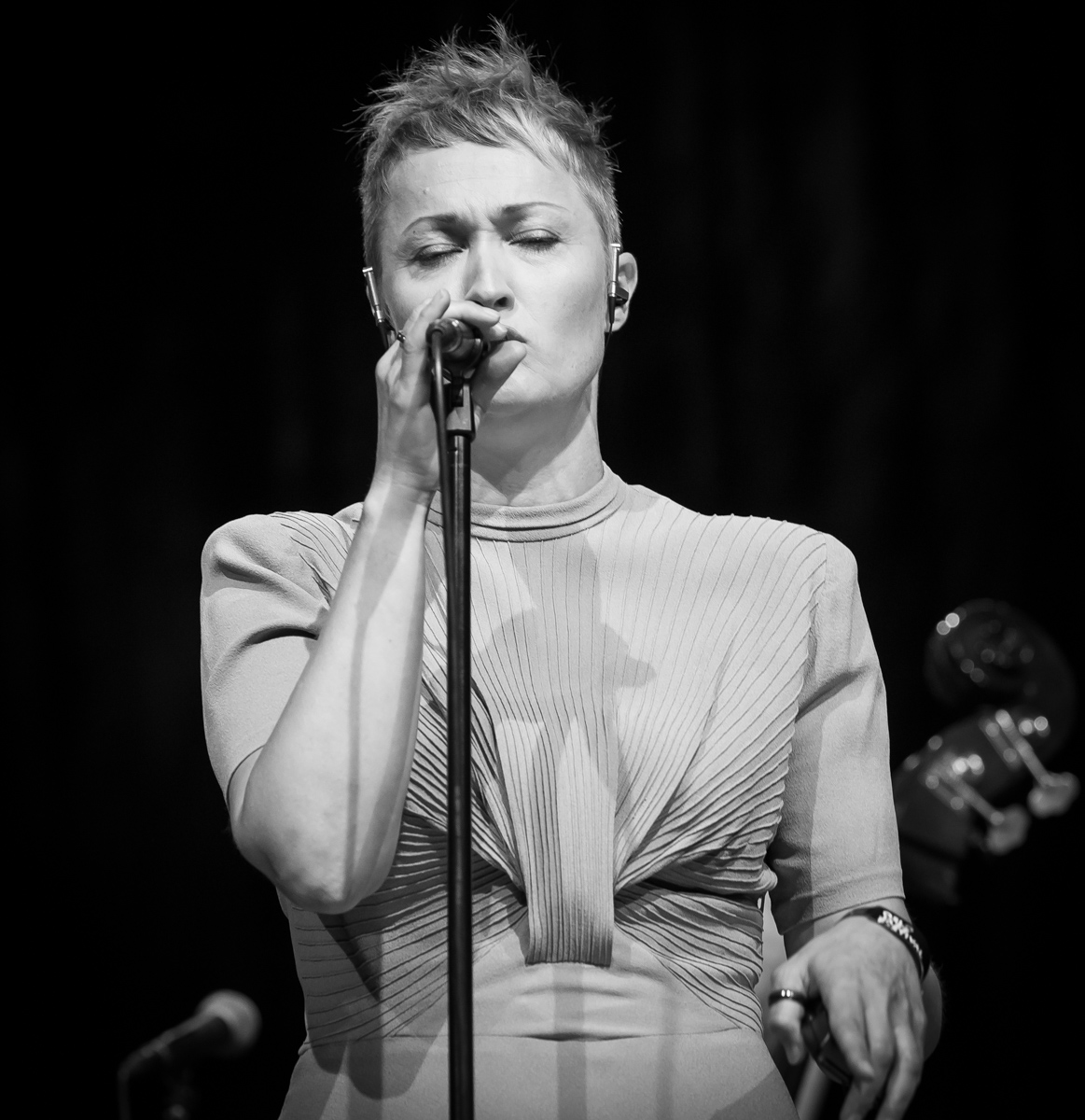
Live Maria Roggen (2016)

Live Maria Roggen (* 22. März 1970 in Oslo) ist eine norwegische Jazzsängerin, Liedtexterin und Komponistin.

## Leben und Wirken
Roggen stammt aus einer musikalischen Familie; sie ist die ältere Schwester der Zwillingsschwestern Ane Carmen und Ida Roggen (von der norwegischen Vokalgruppe Pitsj). Sie erhielt auf der Weitergehenden Schule in Oslo Geigen- und Gesangsunterricht. Dann studierte sie Soziologie und Musikwissenschaft an der Universität Oslo und von 1995 bis 1998 Jazz am Trøndelag Konservatorium für Musik.
Roggen trat erstmals im Duo Tu'Ba 1994 mit dem Tubisten Lars Andreas Haug auf. Sie unterstützte 1997 die Gründung der Band Wibutee, an deren Alben sie sich auch beteiligte, und war von 1998 bis 2004 Leadsängerin der norwegischen Jazzband Come Shine. Seit 2004 ist sie eine der Sängerinnen und treibenden Kräfte des improvisierenden Vokalensembles Trondheim Voices, für das sie auch komponierte. Seit 2003 trat sie daneben mit ihrer Live Band auf; 2007 veröffentlichte sie eine Soloplatte Circuit-Songs, die den Spellemannprisen in der offenen Klasse gewann. 2009 gründeten sie mit dem Pianisten Helge Lien das norwegischsprachige Duo Live / Lien, das auch Texte norwegischer Dichter vertont; nach dem Album Låvesalg (2011) erschien 2017 You. Aus einer Auftragsproduktion für das Vossajazz-Festival entstand 2016 das Album Apokaluptein (mit Eivind Lønning, Lene Grenager, Hilmar Jensson, Sondre Meisfjord und Audun Kleive).
Daneben hat Roggen mit dem Trondheim Jazz Orchestra, dem Norwegischen Rundfunkorchester, den Trondheimsolistene, Bugge Wesseltoft, Tom Steinar Lund und Trio de Janeiro, deLillos und Leieboerne gesungen und ist seit 1996 Backup-Sängerin der Gruppe Young Neils. 2008 und 2009 nahm sie an vier Tributkonzerten für Radka Toneff mit Arild Andersen, Jon Eberson und Jon Christensen teil. Von 2006 und 2009 gehörte sie zu Atle Sponbergs und Frode Haltlis La Fuente und interpretierte deren Tango- und Jazzkompositionen. Zudem war sie an den Aufnahmen der Kinderalben Magiske Kroker & Hemmelighter (2008) und Go'natt (2009) beteiligt.
Roggen arbeitete als Jazz- und Gesangslehrerin an der Sund Folkehøgskole, dem Musikkonservatorium in Agder und am Trøndelag Konservatorium für Musik in Trondheim. Seit 2012 lehrt sie als Professorin für Jazz-Gesang an der Norwegischen Musikhochschule, wo sie zuvor bereits als Associate Professor tätig war.

## Preise und Auszeichnungen
Mit der Gruppe Come Shine erhielt sie 2002 den Spellemannprisen für Jazz; mit ihren Circuit-Songs gewann sie 2007 den Spellemannprisen in der offenen Klasse. 2003 wurde sie auf dem Kongsberg Jazzfestival mit dem hochdotierten Musikerpreis ausgezeichnet. Im Folgejahr erhielt sie den Gammleng-Preis für Jazz. 2016 wurde sie mit dem Buddyprisen geehrt.